# Insula Vardim
Insula Vardim sau Ostrovul Vardim (în bulgară остров Вардим, transliterat: ostrov Vardim) este a treia insulă bulgară de pe Dunăre ca mărime. Se află dincolo de satul omonim din Comuna Sviștov, Regiunea Veliko Tărnovo.
Stâncile Vardim din partea sudică a Hell Gates din Antarctica sunt numite după insulă/sat.